# Yangra
Yangra (Ganesh I) es el pico más elevado del Ganesh Himal, una cadena montañosa en las estribaciones del Himalaya. Aunque no forma parte del grupo de los ochomiles, y rara vez es visitado, impone su presencia majestuosa sobre los valles a su alrededor. 

## Ubicación
El Yangra, y todo el cordón del Ganesh Himal, se localizan entre los valles Budhi Gandaki y Trisuli Gandaki, al noroeste de Katmandú. El Yangra se ubica en la frontera entre Nepal y el Tíbet, y al este-sureste del Manaslu, el pico más próximo de 8,000 metros.

## Historia de ascensos
El Ganesh Himal fue estudiado por primera vez para ser escalado en 1950 por H. W. Tilman y su equipo. El primer intento de llegar a su cima se llevó a cabo en 1953.
El primer ascenso exitoso fue en 1955, por una expedición franco-suiza liderada por Raymond Lambert, por la cara sureste y la arista. El ascenso contó con la participación de una mujer, Claude Kogan, en el grupo que hizo cumbre, lo cual era sumamente inusual por esa época. Lambert, Kogan, y Eric Gauchat llegaron a la cumbre, pero Gauchat tuvo una caída mortal durante el descenso.
El Himalayan Index no indica ningún otro ascenso posterior al Yangra, aunque un intento en 1960 logró alcanzar el pico Este de la montaña.